# Ice Climber
Ice Climber, klassiskt TV-spel av Nintendo som 1984 släpptes som arkadspel och 1985 till konsolen NES. Figurerna Popo och Nana klättrar uppför isberg medan de försöker undvika istroll och hackspettar. Efter en viss tid på berget dyker också en isbjörn upp ur sitt ide och flyttar hela berget nedåt genom att hoppa, vilket tvingar spelarna att klättra snabbare.

## Spelupplägg
Det finns 32 banor (eller "isberg") och man kan välja vid vilken man vill börja. I slutet av varje bana finns en bonusrond som går på tid där målet är att samla frukter eller grönsaker samt ta sig upp till toppen av berget och få tag i en kondor som flyger ovanför. Den som lyckas får bonuspoäng.

## Om spelet
- I ett antal europeiska länder såldes NES vid lanseringen i ett paket där Ice Climber ingick, vilket innebar att praktiskt taget alla som ägde ett NES även ägde Ice Climber.
- 2004 släpptes Ice Climber som en del av NES Classics-serien till Game Boy Advance.
- Popo och Nana var också med som spelbara karaktärer i spelet Super Smash Bros Melee till GameCube och uppföljaren Super Smash Bros. Brawl under det gemensamma namnet Ice Climbers.